# Psammolyce nuda
Psammolyce nuda är en ringmaskart som först beskrevs av Treadwell 1936.  Psammolyce nuda ingår i släktet Psammolyce och familjen Sigalionidae. Inga underarter finns listade i Catalogue of Life.